# پرکاشنیتسا
پرکاشنیتسا (به صربی: Prekašnica) یک منطقهٔ مسکونی در صربستان است که در پروکوپلیه واقع شده‌است. پرکاشنیتسا ۲۳ نفر جمعیت دارد.